# 野々村のん
野々村 のん（ののむら のん、1969年7月16日 - ）は、日本の女優、声優。劇団青年座所属。兵庫県出身。
兵庫県立芦屋高等学校、神戸海星女子学院短期大学卒業。青年座研究所19期卒業。

## 出演

### 舞台
- ブンナよ、木からおりてこい（劇団青年座）
- 大菩薩峠（劇団青年座）
- リセット（劇団青年座）
- とかげ（劇団青年座）
- 成層圏に棲む鵺（劇団青年座）
- 赤シャツ（劇団青年座）
- 深川安楽亭（劇団青年座）
- 樹の上の草魚（劇団青年座スタジオ）
- こもれびの中で（劇団青年座スタジオ）
- さよなら竜馬（劇団青年座スタジオ）
- 俺たちは志士じゃない（劇団青年座スタジオ）
- 夜への長い旅路（新国立劇場）
- 國語元年（こまつ座）
- 深川安楽亭（劇団青年座）
- なめとこ山の熊の胆（劇団青年座スタジオ、出演・企画・製作）
- 明日（劇団青年座スタジオ）
- 妻をめとらば（新歌舞伎座・御園座）
- 朝食まで居たら?（2016年、俳優座劇場/青年座　作：ジーン・ストーン、レイ・クーニー　翻訳台本：たかしまちせこ　演出：伊藤大[2]）
- ハイツブリが飛ぶのを（テアトルBONBON）[3]
- 柿紅葉のころ（劇団青年座）[4]

### テレビアニメ
- 南海奇皇（女 - 37、38話）

### 吹き替え
- アイズ ワイド シャット
- アリー my Love（サンディ）
- ER緊急救命室シリーズ
- おさるのジョージ（ダルソン夫人）
  - シーズンⅡ - Ⅹ（ランディ・フロンザック〈クリスティン・ミンター〉）
  - シーズンⅩⅢ #282（マリナ・グラソス〈クリスティー・リン・スミス〉）
- ガーフィールド2
- 奇跡のひと マリーとマルグリット（マルグリット = イザベル・カレ）
- クローサー（クワン）ビデオ・DVD版
- ザ・ホワイトハウス（ジンジャー）
- 幸せのレシピ
- ジャック&ジル（エリサ）
- スパイダーマン3
- 007 ダイ・アナザー・デイ（ミランダ・フロスト = ロザムンド・パイク）DVD版
- フライトプラン
- ブルーブラッド シーズン2（ジェナ・マイロ）
- 私が愛したヘミングウェイ（ポーリン = モリー・パーカー）

### テレビドラマ
- 新・いのちの現場から2（2006年）
- LADY〜最後の犯罪プロファイル〜 Episode5（2011年） - 松本愛莉の母親
- チーム・バチスタ3 アリアドネの弾丸 第2話（2011年） - 谷口正子
- 3年B組金八先生 ファイナル 「最後の贈る言葉」４時間SP（2011年3月27日、TBS系列）
- 浪花少年探偵団（2012年） - 大路小学校の教師 / ドラマの関西弁監修も担当
- 私は代行屋!　旅館女将を代行！金沢・片山津温泉・東京を結ぶ殺人ルート！跡目争いを巡るお家騒動!?（2015年） - 谷崎真弓

### ラジオドラマ
- 青春アドベンチャー（NHK-FM）
  - 『ディス・イズ・ザ・デイ』（2019年7月1日 - 5日）
    - 眼鏡の町の漂着（2019年7月2日）
    - 龍宮の友達（2019年7月3日）[5]

  - 『ストーリーボックス ザ・マネー』(2)(3)(4)（2025年2月4日 - 6日）[6]

### 映画
- 鋼の錬金術師